# Roscrea
Roscrea (Ros Cré en idioma irlandés) es una pequeña ciudad del condado de Tipperary en la República de Irlanda, situada cerca de los midlands de Irlanda. El nombre de la ciudad viene del irlandés Ros Cré que significa "madera de Cré", siendo Cré un nombre femenino de la época antigua. Roscrea ha sido históricamente un importante centro religioso y de negocios.

## Transporte

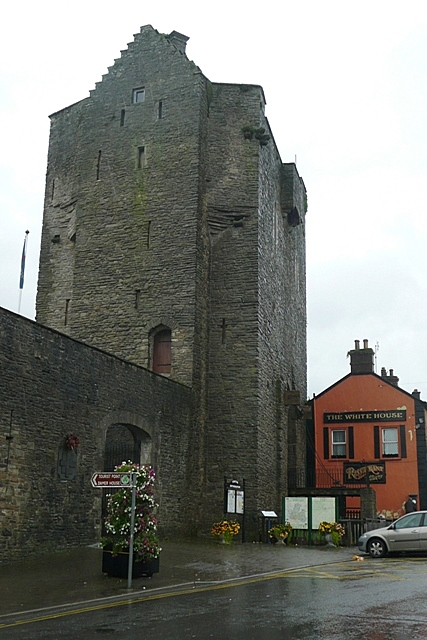
Torre del Castillo de Roscrea.

La ciudad está entre Limerick y Dublín en la carretera N7 y se tarda menos de dos horas en conducir desde Roscrea a Cork, Galway, Limerick o Dublín. Roscrea está conectado mediante la red ferroviaria de Irlanda en una rama que va desde Limerick a Ballybrophy (donde se une con la línea principal Cork–Dublín). En el pasado había una rama desde Roscrea hasta la cercana Birr, en el Condado de Offaly.